# Cmentarz ewangelicki w Tkaczewskiej Górze
Cmentarz ewangelicki w Tkaczewskiej Górze – cmentarz znajdujący się w lesie na zachód od Tkaczewskiej Góry.
Cmentarz powstał najprawdopodobniej w XIX wieku. Do naszych czasów zachowało się kilkadziesiąt nagrobków z napisami w języku niemieckim oraz trzy filary z czerwonej cegły pomiędzy którymi zamontowane były niegdyś: brama wjazdowa i furta cmentarna. Sama metalowa brama znajduje się dziś na prywatnej posesji. Dziś obsadzony kiedyś dębami cmentarz wygląda jak enklawa liściastego lasu pośród sosen.